# ヒューイ・ルイス&ザ・ニュース
ヒューイ・ルイス&ザ・ニュース（Huey Lewis & The News）は、アメリカ合衆国のロックバンド。
1980年代に数々のヒットにより高い人気を博したアメリカン・ロックの代表的存在であり、特に、映画『バック・トゥ・ザ・フューチャー』の主題歌で世界的なブレイクを果たしている。
骨太のロックンロールを基盤に、ヒューイのハスキーボイスと爽やかなハーモニーを特徴とするキャッチーなサウンドは、1980年代アメリカのポジティブなイメージをそのまま音楽で表した存在と評される。

## 歴史

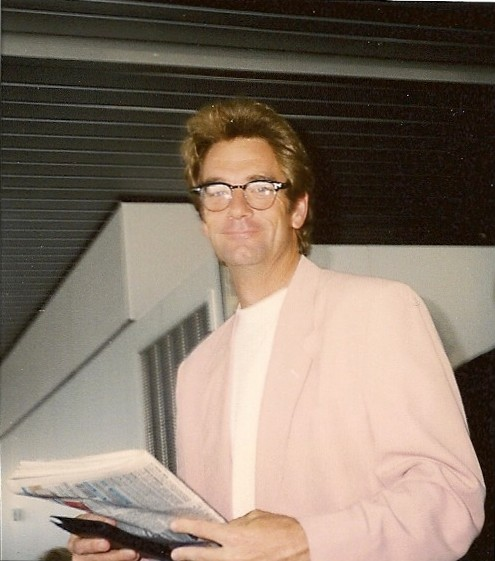
創設者ヒューイ・ルイス（1990年代前後の頃）

ヒューイ・ルイス（Huey Lewis）は1950年7月5日にニューヨークで生まれる。母親がヒッピー思想家であり、白人ながら黒人居住区に住んでいたことで、自然とR&Bなどの黒人音楽に親しむようになった。コーネル大学工学部に入学するがすぐ退学。ほどなくしてサンフランシスコへ引っ越した。
コーネル大学時代にバンドを結成し音楽活動を始め、1972年にショーン・ホッパーとともにカントリーロック・バンドのクローバーに加入する（クローバーの前身、タイニー・ヒアリング・エイド・カンパニーは1966年結成。翌1967年にクローバーと改める）。1976年、クローバーはパブロック界の大御所ニック・ロウの誘いを受けて渡英、エルヴィス・コステロのファーストアルバムのバックを務めることとなる。ヒューイの加入後、1977年にサードアルバムをリリース、その後4枚目のアルバムも発表したが解散。なお、サードアルバムのジャケット表記では、ヒューイは「HUEY LOUIS」という綴りになっていた。
この時期ヒューイをはじめとするクローバーの面々はアイルランド・ダブリン出身でイギリスでも高い人気を得ていたシン・リジィの前座として起用され、その縁でリジィのアルバム『ライヴ・アンド・デンジャラス』にヒューイがブルースハープ奏者として参加している。ヒューイはリジィのリーダーであったフィル・ライノットから多くのことを学び、自らの糧とする。後述するようにヒューイは多くの才能の発掘・人気向上に力を貸すことになるが、その姿勢は駆け出しのU2、ブームタウン・ラッツなどに力を貸したライノットの姿勢に重なるところがある。 
クローバー解散後ヒューイはサンフランシスコに戻ってアメリカン・エキスプレスというバンドを結成するが、これも失敗に終わっている。
その後、ヒューイ・ルイスは、1979年に失業中のミュージシャン達を集め、サンフランシスコにかつて存在した、「アンクル・チャーリーズ」という酒場で、後にニュースのメンバーとなる、ジョニー・コーラ、クリス・ヘイズ、マリオ・シポリナ、ビル・ギブソン、ショーン・ホッパー（ヒューイと共にクローバーで活動していた）らとバー・バンドとして活動を開始。そんな中、後にマネージャーとなる、ビル・ブラウンが彼らの才能を見出して、彼の力でめでたくクリサリス・レコード社との契約を結んだ。
下積みを経て1980年、ヒューイ・ルイス&ジ・アメリカン・エキスプレスを結成、これがヒューイ・ルイス&ザ・ニュースと名を変えてデビューする運びとなった。1980年にリリースされたファースト・アルバム『ヒューイ・ルイス&ザ・ニュース』は、商業的失敗に終わったが、1982年にセカンドアルバム『ベイエリアの風』からシングルカットされた「ビリーヴ・イン・ラヴ」がヒットしたことで、ようやくヒューイは日の目を見る。
翌1983年には『スポーツ』を発表。「アイ・ウォント・ア・ニュー・ドラッグ」、「ハート・オブ・ロックンロール」、「いつも夢見て（If This Is It）」などのヒットを放ち、アルバムは800万枚以上を売り上げ、バンドは一躍スターの仲間入りを果たした。また「アイ・ウォント〜」が半年後にレイ・パーカーJr.の「ゴーストバスターズ」に盗用され、裁判沙汰になるというオマケもついてきた。
1985年には大ヒット映画『バック・トゥ・ザ・フューチャー』の主題歌「パワー・オブ・ラヴ」が全米1位の大ヒットを記録する。ヒューイも映画に脇役（オーディションの審査員）としてカメオ出演。主人公マーティが「パワー・オブ・ラヴ」のイントロ部分の演奏途中で「分かった、もういい、止めろ、うるさ過ぎる、次のグループの番だ」という台詞を言う。同年にヒューイはUSAフォー・アフリカの「ウィー・アー・ザ・ワールド」に参加、ブリッジ部分でリード・ボーカルを務めた(プリンスの代役)。翌1986年のアルバム「FORE!」からは「ジェイコブズ・ラダー」と「スタック・ウィズ・ユー」の2曲が全米シングルチャートのナンバー1に輝き、バンドの人気は絶頂を極める。
苦労人で義理堅いヒューイは、サンフランシスコ出身のベテラン・ファンク・バンドのタワー・オブ・パワーのホーンセクションを起用し、その復活に力を貸した(1991年のアルバム『ハード・アット・プレイ』には彼らのホーンセクションは登場しない)。またニック・ロウの「アイ・ニュー・ザ・ブライド」をプロデュースしてアメリカでヒットさせている。1986年にデビュー曲「ザ・ウェイ・イット・イズ」の全米1位ヒットを放ったブルース・ホーンズビー&ザ・レインジは、ヒューイが見つけ出した才能の一人だった。
1988年の『スモール・ワールド』以降はバンドの方向性を巡ってレコード会社と衝突することも多く、移籍を繰り返した。1994年には、エレクトラ・レコードからオールディーズのカヴァー・アルバム『バック・トゥ・ザ・ルーツ〜グレート・アメリカン・ソングス・トリビュート』（原題：Four Chords & Several Years Ago）を発表した。メジャー・レーベル以外からアルバムをリリースすることもあったが、現在も活動を続けている。
そんなヒューイ・ルイス&ザ・ニュースにも脱退者が出てくる。1995年にはベーシストのマリオ・シポリナが脱退し、2代目のジョン・ピアースが引き継いだ。2001年には、1980年からギタリストを勤めてきたクリス・ヘイズが脱退し、ギターは2代目のステフ・バーンズが担当することになった。
2006年8月には元ベーシストのマリオ・シポリナが強盗と覚醒剤所持の疑いで逮捕されたが、裁判は終わった模様である（シポリナはメンバー脱退の1年後の1996年にも覚醒剤所持で逮捕されたが、不起訴処分だった）。
2007年8月21日には、復活報告を兼ねて、ヒューイ・ルイス&ザ・ニュースのライブにゲスト出演した。
2008年1月28日、シカゴと共同で、4月に来日公演を東京・名古屋等で行うことが発表された。
2008年4月16日、公演のために来日していたヒューイが、Zepp大阪でのフー・ファイターズのステージに、1曲ハーモニカで飛び入り参加。

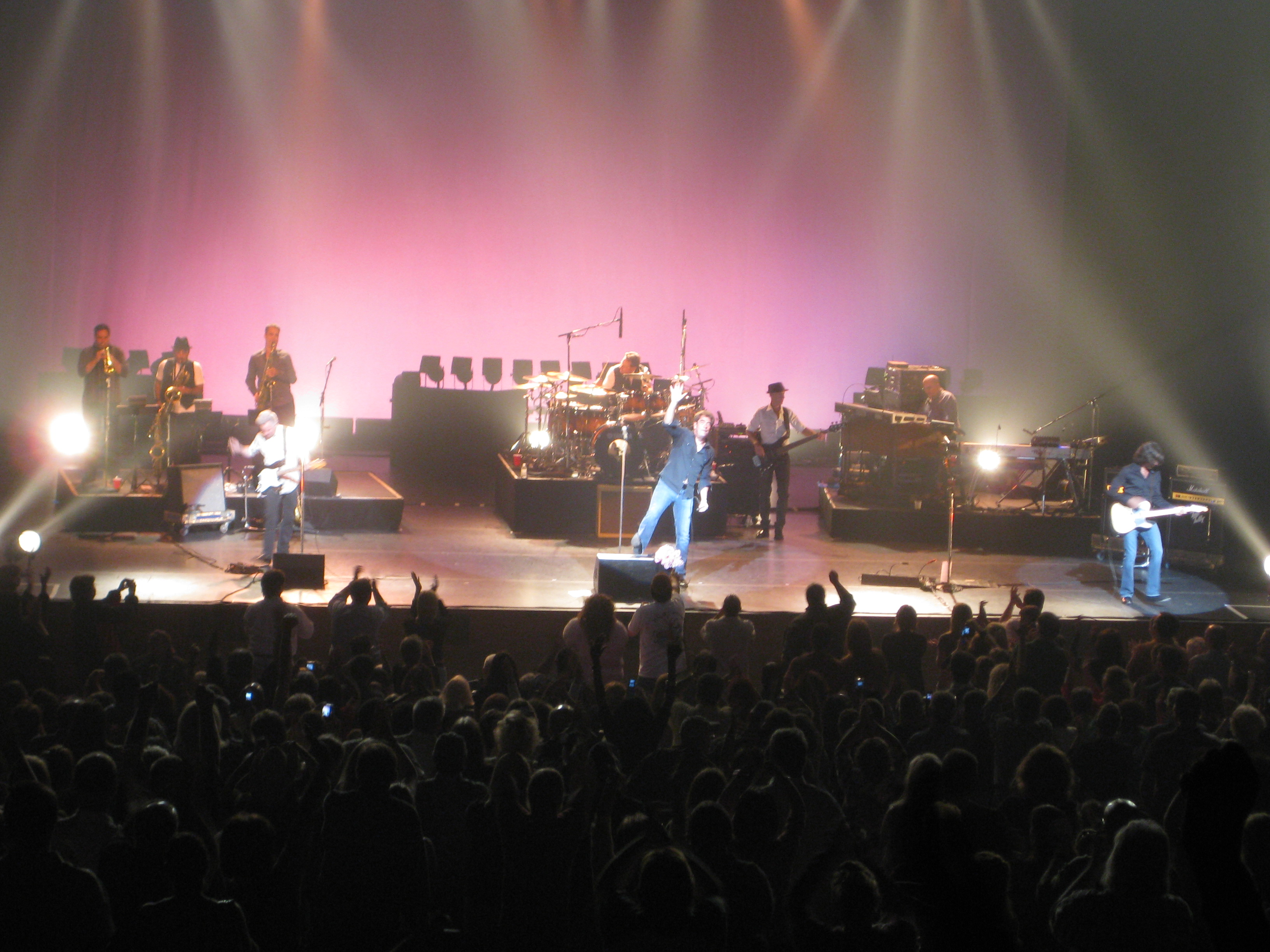
USAラスベガス公演（2009年）

2009年4月13日、サックス奏者ロン・スターリングスが、3年間、闘病していた多発性骨髄腫により死去。
2010年7月7日、ジョニー・バモントがバリトン＆テナーサックス担当として、正式メンバーに。バリトンサックス兼任だったロブ・サダスは、テナーサックス専門に。
2018年4月13日、ヒューイが内耳障害であるメニエール病の治療のため2018年に行われる予定だったツアーの全面キャンセルの発表とともに、チケットを購入したファンへ謝罪した。

## メンバー
※2019年11月時点

### 現ラインナップ
- ヒューイ・ルイス (Huey Lewis) - ボーカル/ハーモニカ (1979年 - )
- ジョニー・コーラ (Johnny Colla) - リズムギター/サクソフォーン (1979年 - )
- ステフ・バーンズ (Stef Burns) - リードギター (2001年 - )
- シーン・ホッパー (Sean Hopper) - キーボード (1979年 - )
- ジョン・ピアース (John Pierce) - ベース (1995年 - )
- ビル・ギブソン (Bill Gibson) - ドラムス (1979年 - )

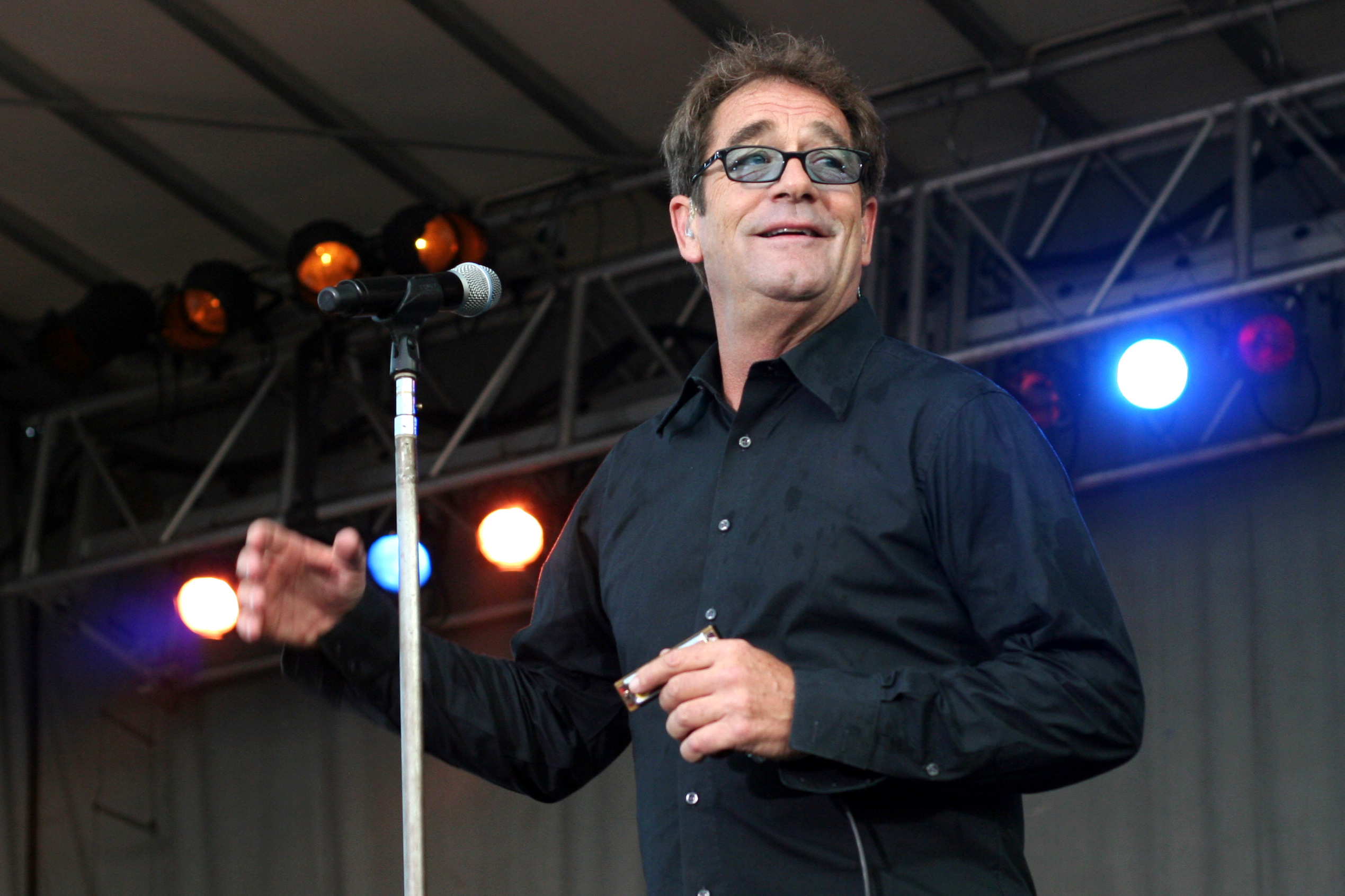
ヒューイ・ルイス(Vo) 2013年
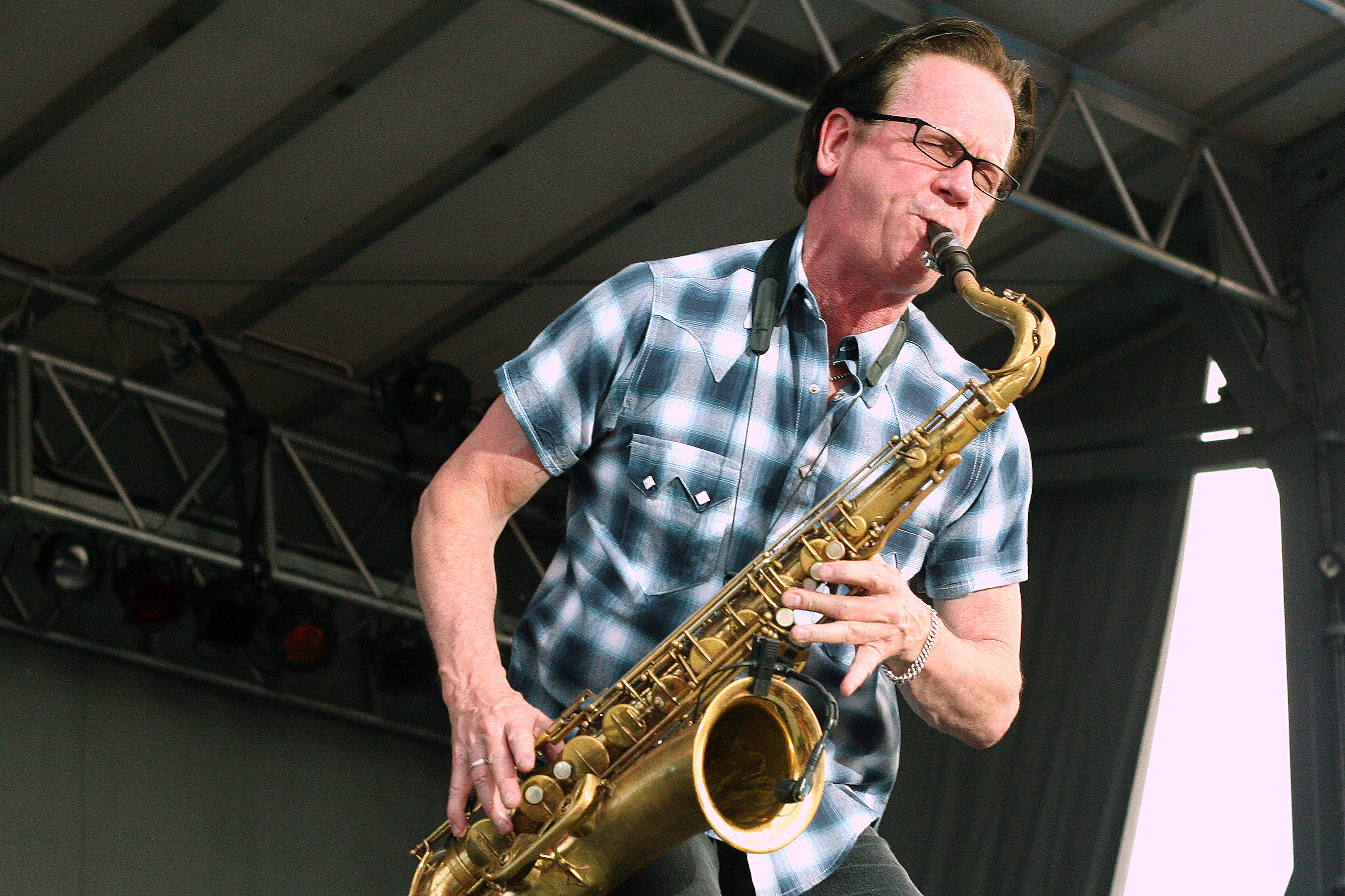
ジョニー・コーラ(G/Sax) 2013年

サポート
- マーヴィン・マクファーデン (Marvin McFadden) - トランペット (1994年 - )
- ロブ・サダス (Rob Sudduth) - テナーサックス (1994年 - )
- ジョニー・バモント (Johnnie Bamont) - アルトサックス (2009年 - )

### 旧メンバー
- マリオ・シポリナ (Mario Cipollina) - ベース (1979年 - 1995年)
- クリス・ヘイズ (Chris Hayes) - リードギター (1979年 - 2001年)
- ロン・スターリングス (Ron Stallings) - テナーサックス (1994 - 2009年) - ♰RIP.2009

## 日本公演
- 1985年

12月3・9・10・11日 日本武道館、4・5日 大阪フェスティバルホール、6日 名古屋市公会堂、8日 NHKホール
- 1987年

7月19日 大阪スタヂアム、21・22日 後楽園球場(ブルース・ホーンズビー&ザ・レインジを前座に従えての公演)
- 1989年

12月31日 東京ドーム(ブライアン・アダムスらと共催)
- 1990年

1月1日 東京ドーム(ブライアン・アダムスらと共催)、3日 横浜アリーナ、5・6日 大阪城ホール、7日 名古屋レインボーホール
- 1992年

4月5日 神奈川県民ホール、6日 大阪城ホール、9日 センチュリーホール、10・11日 代々木オリンピックプール
- 1998年

11月20日 大宮ソニックシティ
- 2008年(シカゴと共催)

4月14日 広島厚生年金会館、15日 大阪厚生年金会館、17日 中京大学文化市民会館(名古屋市)、19・20日 東京国際フォーラム、22日 パシフィコ横浜
- 2013年

10月7日、8日 渋谷公会堂、10日 メルパルクホール大阪
- 2017年

11月20日、21日 Bunkamuraオーチャードホール、24日 グランキューブ大阪

## ディスコグラフィ

### アルバム
- 『ヒューイ・ルイス・アンド・ザ・ニュース』 - Huey Lewis and the News (1980年)
- 『ベイエリアの風』 - Picture This (1982年)
- 『スポーツ』 - Sports (1983年)
- 『FORE!』 - Fore! (1986年)
- 『スモール・ワールド』 - Small World (1988年)
- 『ハード・アット・プレイ』 - Hard At Play (1991年)
- 『バック・トゥ・ザ・ルーツ〜グレート・アメリカン・ソングス・トリビュート』 - Four Chords & Several Years Ago (1994年)
- 『プランB』 - Plan B (US #165) (2001年)
- Soulsville (2010年)

### シングル
1980年
- "Some of My Lies Are True (Sooner or Later)"
- "Now Here's You"

1982年
- "Do You Believe in Love" (US POP #7)
- "Hope You Love Me Like You Say You Do" (US POP #36)
- "Workin' for a Livin'" (US POP #41)

1983年
- "Heart and Soul" (US POP #8)

1984年
- "I Want a New Drug" (US POP #6)
- "The Heart of Rock & Roll" (US POP #6)
- "If This Is It" (US POP #6)
- "Walking on a Thin Line" (US POP #18)

1985年
- "The Power of Love" (US POP #1)

1986年
- "Stuck with You" (US POP #1)
- "Hip to Be Square" (US POP #3)

1987年
- "Jacob's Ladder" (US POP #1)
- "I Know What I Like" (US POP #9)
- "Doing It All for My Baby" (US POP #6)

1988年
- "Perfect World" (US POP #3)
- "Small World, Part 1" (US POP #25)

1989年
- "Give Me the Keys (And I'll Drive You Crazy)" (US POP #47)
- "World to Me"
- "Walking with the Kid"

1991年
- "Couple Days Off" (US POP #11)
- "It Hit Me Like a Hammer" (US POP #21)
- "Build Me Up"
- "He Don't Know"

1994年
- "Some Kind of Wonderful" (US POP #44)
- "But It's Alright" (US POP #54)

1995年
- "Little Bitty Pretty One"

1996年
- "100 Years from Now"

2001年
- "Let Her Go and Start Over"
- "I'm Not in Love Yet"